# Annabelle Xu
Annabelle Xu (* 4. März 2004 in Montreal, Quebec) ist eine kanadische Tennisspielerin.

## Karriere
Xu begann mit sechs Jahren das Tennisspielen und spielt bislang überwiegend Turniere auf der ITF Juniors World Tennis Tour und der ITF Women’s World Tennis Tour, wo sie bislang aber noch keinen Titel gewinnen konnte.
Im Juli 2019 startete sie mit ihrer Partnerin Mia Kupres im Hauptfeld des Damendoppels beim mit 80.000 US-Dollar dotierten Challenger Banque Nationale de Granby, wo sie aber bereits in der ersten Runde Ariana Arseneault und Leylah Fernandez mit 2:6 und 3:6 unterlagen.
2020 gewann sie mit Valencia Xu den Titel beim Damendoppel des J1 Lambaré.
2021 startete sie bei den French Open im Juniorinneneinzel, wo sie nach einem 6:0 und 6:2-Sieg über Lisa Pigato  in der zweiten Runde Madison Sieg mit 3:6, 6:4 und 3:6 unterlag. Im Juniorinnendoppel erreichte sie mit Partnerin Barbora Palicová ebenfalls die zweite Runde, wo sie dan der Paarung Petra Marčinko und Natália Szabanin mit 3:6 und 6:75 unterlagen. In Wimbledon qualifizierte sie sich für das Hauptfeld im Juniorinneneinzel, unterlag aber dann bereits in der ersten Runde Barbora Palicová mit 3:6 und 2:6. Im Juniorinnendoppel unterlag sie mit Partnerin Kayla Cross ebenfalls bereits in der ersten Runde der Paarung Mara Guth und Julia Middendorf mit 6:2, 4:6 und [6:10]. Bei den US Open konnte sie sich ebenfalls wieder für das Hauptfeld im Juniorinneneinzel qualifizieren und erreichte mit einem 6:0 und 6:3 über Hanne Vandewinkel die zweite Runde, wo sie gegen Robin Montgomery mit 2:6 und 0:6 verlor. Im Juniorinnendoppel erreichte sie mit Partnerin Pimrada Jattavapornvanit die zweite Runde, wo sie gegen Brenda und Linda Fruhvirtová mit 5:7 und 3:6 verloren. Im Oktober 2021 stand sie im Finale des mit 15.000 US-Dollar dotierten ITF-Turniers in Norman, wo sie gegen Raveena Kingsley mit 2:6 und 0:6 verlor.
2022 startete XU bei den Australian Open, wo sie im Juniorinneneinzel in der ersten Runde gegen Lily Fairclough mit 6:4 und 6:2 gewann, bevor sie in der zweiten Runde mit 6:4, 3:6 und 4:6 an Carolina Kuhl scheiterte. Bei den French Open erreichte sie im Juniorinneneinzel mit Siegen über Astrid Lew Yan Foon, Victoria Jiménez Kasintseva und Johanne Svendsen das Viertelfinale, wo sie dann mit 6:75, 6:4 und 1:6 gegen Lucie Havlíčková verlor. Im Juniorinnendoppel scheiterte sie mit Partnerin Jekaterina Chairutdinowa bereits in der ersten Runde. In Wimbledon erreichte Xu im Juniorinneneinzel ebenso wie im Juniorinnendoppel mit Partnerin Naomi Xu das Achtelfinale.

## College Tennis
Ab 2022 wir Annabelle Xu für die Damentennismannschaft der University of Virginia antreten.